# Les Tronches
Série
Les Tronches 2
(1987)
Pour plus de détails, voir Fiche technique et Distribution.
Les Tronches (Revenge of the Nerds) est une comédie américaine réalisée par Jeff Kanew et sortie en 1984.

## Synopsis
Lewis et Gilbert, deux nerds, viennent d'être admis à l'université. Après avoir été délogés de force par les Alpha Beta, la
fraternité des joueurs de football du campus, ils sont provisoirement relogés dans un gymnase avec d'autres nerds en attendant de pouvoir rejoindre une fraternité. Rejetés par tous, ils finissent par investir une maison abandonnée qu'ils transforment en quartier général. Leur seule option est désormais de créer leur propre loge à l'université avec l'appui d'une fraternité nationale. Sur la trentaine de demandes qu'ils envoient, une seule réponse favorable : les Lambda Lambda Lambda, une fraternité noire.

## Fiche technique
- Titre français : Les Tronches
- Titre original : Revenge of the Nerds
- Réalisation : Jeff Kanew
- Scénario : Jeff Buhai, Miguel Tejada-Flores & Steve Zacharias
- Musique : Thomas Newman
- Photographie : King Baggot
- Montage : Alan Balsam
- Production : Ted Field, Peter Samuelson & Peter Samuelson
- Sociétés de production : 20th Century Fox, Interscope Communications & Zacharias-Buhai Productions
- Société de distribution : 20th Century Fox
- Pays de production :  États-Unis
- Langue originale : anglais
- Format : couleur - 1.85:1 - 35 mm - mono
- Genre : comédie
- Durée : 87 minutes
- Date de sortie : 
  - États-Unis : 20 juillet 1984

## Distribution
- Robert Carradine (VF : Vincent Ropion) : Lewis Skolnick
- Anthony Edwards (VF : Eric Baugin) : Gilbert Lowell
- Curtis Armstrong (VF : Franck Baugin) : Dudley Dawson dit «Crotte de nez»
- Ted McGinley : Stan Gable
- Timothy Busfield : Arnold Poindexter
- Larry B. Scott : Lamar Latrell
- Brian Tochi : Toshiro Takashi
- Andrew Cassese : Harold Wormser
- Julia Montgomery (VF : Françoise Dasque) : Betty Childs
- Michelle Meyrink (VF : Odile Schmitt) : Judy
- Matt Salinger : Danny Burke
- Donald Gibb : Fred Palowakski dit «l'ogre»
- David Wohl (VF : Jean-Claude Robbe) : Dean Ulich
- John Goodman : Coach Harris
- Bernie Casey (VF : Daniel Sarky) : U.N. Jefferson
- James Cromwell : M. Skolnick
- Roger Carter : L'assistant de U.N.

## Bande originale
Dans l'ordre chronologique :
| Titre                          | Interprète                    | Scène                                                            |
| ------------------------------ | ----------------------------- | ---------------------------------------------------------------- |
| Revenge of the Nerds           | The Rubinoos                  | Louis et Gilbert sont en route pour l'université.                |
| Are You Ready                  | Ya Ya                         | Les Alpha Bêta organisent une fête.                              |
| Burning Down the House         | Talking Heads                 | La résidence des Alpha Bêta brûle.                               |
| One Foot In Front Of The Other | Bone Symphony                 | Les nerds remettent en état leur future résidence.               |
| All Night Party                | Gleaming Spires               | Les nerds commencent leur soirée sans filles.                    |
| Swing Low, Sweet Chariot       |                               | Le disque que Lamar s'empresse de retirer à la soirée des nerds. |
| Thriller                       | Michael Jackson               | La soirée des nerds commence à s'animer.                         |
| Right Time For Love            | Jill Michaels et Pat Robinson | Le slow à la soirée des nerds.                                   |
| Bluegrass                      | musique au banjo              | Les cochons envahissent la soirée des nerds.                     |
| Mission impossible             | thème de la série télévisée   | Les nerds pénètrent dans la résidence des Pi Delta Pi.           |
| Daisy, Daisy                   |                               | La course en tricycle.                                           |
| Ouverture de Guillaume Tell    | Gioachino Rossini             | Le concours du « cheval de Troie ».                              |
| Les Chariots de feu            | parodie de la musique du film | Lamar lance son javelot aérodynamique.                           |
| We Are the Champions           | Queen                         | Les nerds rassemblent leurs alliés dans la scène finale.         |
| They're so Incredible          | Revenge                       | Générique de fin.                                                |

## Postérité
Le réalisateur Jeff Kanew retrouve Anthony Edwards l'année suivante sur le film Touché !.[réf. souhaitée]
Le film a connu 3 suites :
- 1987 : Les Tronches 2 (Revenge of the Nerds II: Nerds in Paradise)
- 1992 : Les Tronches 3 (Revenge of the Nerds III: The Next Generation) (téléfilm)
- 1994 : Les Tronches 4 (Revenge of the Nerds IV: Nerds in Love) (téléfilm)

Il a également été repris en téléfilm :
- 1991 : Revenge of the Nerds (téléfilm)

Dans American Splendor, les personnages principaux vont voir Les Tronches au cinéma, sur recommandation de l'un d'eux.